# Long Ambients 2
Long Ambients 2 è il sedicesimo album in studio del musicista statunitense Moby, pubblicato il 15 marzo 2019.

## Tracce
1. LA12 – 47:02
2. LA13 – 26:55
3. LA14 – 39:18
4. LA15 – 32:07
5. LA16 – 29:48
6. LA17 – 42:36